# Teatro Bollhuset
Il teatro Bollhuset, chiamato anche Stora Bollhuset (Grande Sala della Pallacorda), Bollhusteatern (Teatro Sala della Pallacorda) e Gamla Bollhuset (Vecchia Sala della Pallacorda) in diversi momenti, era il nome del primo teatro di Stoccolma, Svezia; fu il primo teatro svedese ed il primo vero e proprio teatro in tutta la Scandinavia. Il nome "Bollhuset" significa "La Sala della Pallacorda" e fu costruito nel 1627 per gli sport con la palla e usato così per quarant'anni. Il nome Lejonkulan, tuttavia, è stato in realtà il nome di un altro edificio, che veniva utilizzato anche dallo stesso teatro nel XVII secolo.
Il Bollhuset è stato sede di una lunga serie degli eventi più importanti nella storia del teatro nella città e nella storia del teatro svedese. Tra il 1667 e il 1792 fu utilizzato come teatro fino a quando fu demolito, nel 1793; tra il 1737 e il 1754, il primo teatro nazionale era qui; nel 1773-1782 l'Opera reale svedese (e quindi anche il Balletto reale svedese) erano qui; nel 1783-1792 il teatro francese di Stoccolma fu ospitato qui; nel 1787 il secondo teatro nazionale fu rifondata in questo palazzo; e nel 1788-1792 è stato la sede del Teatro Reale Drammatico.

## Storia

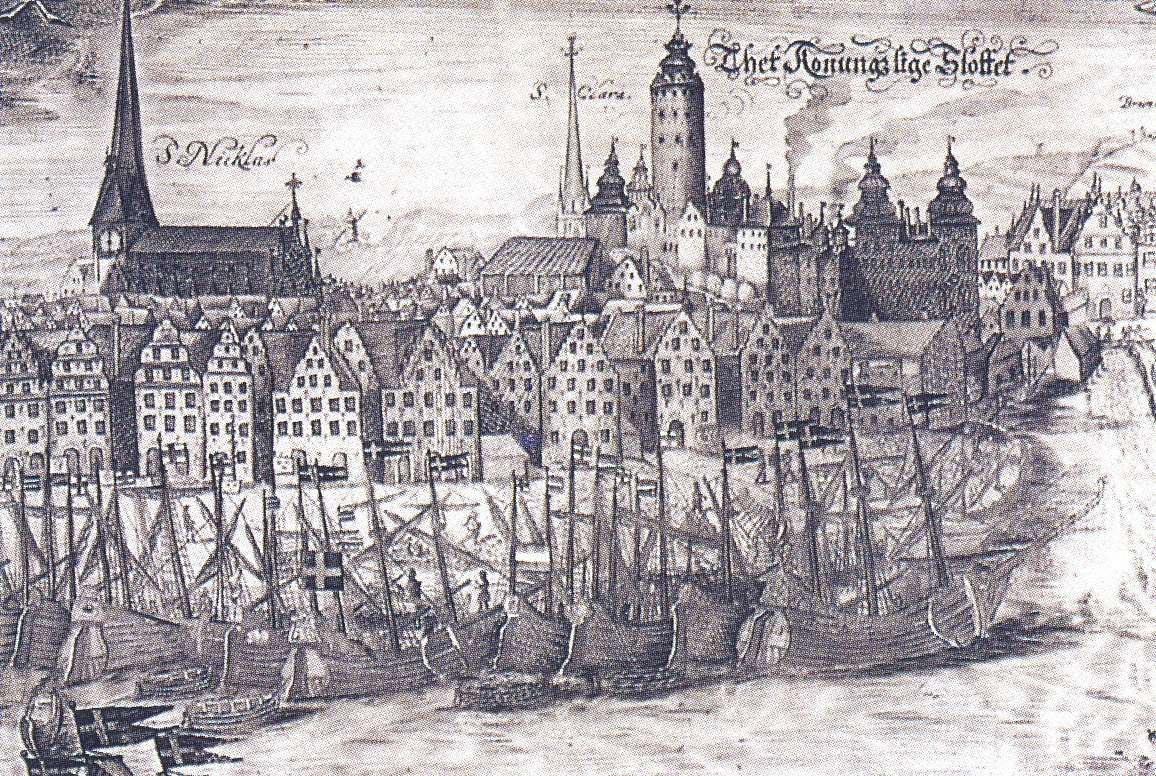
Bollhuset alla sinistra del Palazzo Reale Tre Kronor nel 1650. Di Wolfgang Hartmann.

L'edificio era situato sul Slottsbacken vicino al Palazzo Reale Tre Kronor. Fu descritto come un grande, ma semplice edificio rettangolare di mattoni bianchi con un tetto a padiglione.
Il Bollhuset fu costruito dalla corona per la corte reale nel 1627, come sede per gli sport con la palla, in particolare per il jeu de paume, che era a quel tempo uno sport molto in voga tra l'aristocrazia europea e veniva usato soprattutto dai membri della corte reale. Dal 1648, quando un ulteriore Sala della Pallacorda fu costruita, il Bollhuset fu denominato Stora Bollhuset (Grande Sala della Pallacorda) o Gamla Bollhuset (Vecchia Sala della Pallacorda), mentre la nuova sala della pallacorda veniva chiamata Lilla Bollhuset (Piccola Sala della Pallacorda) o Nya Bollhuset (Nuova Sala della Pallacorda). Nel 1663-1679, era di proprietà di Charles Boit (padre di Carlo Boit pittore) e, successivamente, della sua vedova fino a quando non fu rilevata dalla corona di nuovo nel 1699, quando fu data al teatro di corte francese.

### Il Teatro nel XVII secolo

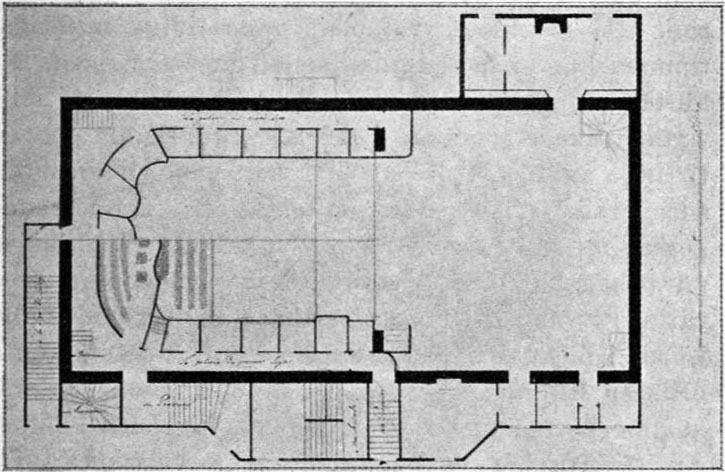
Teatro Bollhusteatern-Svenska

Da una data sconosciuta nel corso del XVII secolo, il Bollhuset fu occasionalmente utilizzato dalle compagnie teatrali itineranti straniere che si esibivano in Svezia, dove non c'era ancora un teatro professionale nativo. Poiché una sala della pallacorda era di solito progettata con la galleria degli spettatori attorno all'arena, erano spesso utilizzati dalle compagnie teatrali in tour nel XVII secolo in Europa. Poiché entrambe le sale della pallacorda, Stora Bollhuset e Lilla Bollhuset a Stoccolma venivano utilizzate dalle compagnie teatrali durante lo stesso periodo, è difficile stabilire quale edificio in particolare sia stato utilizzato, da quale compagnia ed in quale occasione e c'è una certa confusione circa l'attività teatrale nel corso di questo primo periodo. C'è inoltre più confusione ancora, perché un terzo edificio, il Lejonkulan, veniva pure utilizzato dalle compagnie teatrali viaggianti durante lo stesso periodo. Quello che si sa è che Lilla Bollhuset è confermato di essere stato usato come un teatro tra il 1662 e il 1686, e Lejonkulan tra il 1667 e il 1689, mentre la prima prestazione confermata come teatro pubblico ebbe luogo allo Stora Bollhuset il 29 ottobre 1684.
Nel corso del XVII secolo, compagnie teatrali stranieri itineranti spesso visitarono Stoccolma, in particolare dalla Germania e dai Paesi Bassi. Una troupe inglese, la troupe di Joris Jollifoot, si esibì in città nel 1648-1649. La troupe teatrale tedesca di Christian Theun l. Thum (o Thaumb) si esibì in città nel 1628-1655, ma non si sa se si sia mai esibita al Bollhuset.
Molti attori stranieri hanno recitato per il pubblico al Bollhuset, ma siccome la maggior parte delle persone non riuscivano a capire le lingue straniere, è rimasto per lo più un teatro per la corte reale e d'élite. Un esempio che illustra questo fatto è che la compagnia straniera che sembra essere stata più popolare tra il pubblico, la troupe tedesca del 1730, era una compagnia con acrobazie appariscenti, fuochi d'artificio, camminate sul filo del rasoio e pantomime e, quindi, con il loro modo più visivo di agire, era più facile da capire per chi non riusciva a capire la lingua.
Nel 1686, il primo teatro in lingua svedese, Il teatro non professionista per studenti Il Teatro Swänska, fu inaugurato nel Lejonkulan, e quando il Lejonkulan fu demolito nel 1689, fu spostato nel Bollhuset, dove continuò ad operare fino a quando non fu sciolto nel 1691. Da allora in poi, il Bollhuset fu nuovamente utilizzato da compagnie teatrali straniere in parallelo al Lilla Bollhuset.
Nel 1699, il Bollhuset fu nuovamente rilevato dalla corona e permanentemente rinnovato in un teatro per l'uso del teatro di corte francese. Il teatro francese lo usò fino al 1706, quando il teatro fu chiuso a causa della Grande Guerra del Nord. Dopo la pace nel 1721, è stato nuovamente utilizzato da compagnie teatrali straniere.

### Il primo teatro nazionale;Teatro reale svedese
Durante l'Età della Libertà, il primo teatro nazionale fu fondato al Bollhuset, poi ufficialmente chiamato Kungliga Svenska Skådeplatsen (Teatro Reale Svedese). Nel 1720 e 1730, l'interesse per il teatro amatoriale è stato grande a Stoccolma e un sacco di compagnie amatoriali temporanee si esibivano tra l'aristocrazia, il più conosciuto era il "Count De la Gardies comedients", realizzato da giovani nobili. Dopo la prestazione dilettantesca di Tobias da parte di un paio di studenti idealisti al compleanno del re Federico I di Svezia nel 1737, durante un periodo in cui l'edificio era vuoto dopo che l'ultima compagnia straniera aveva lasciato, l'opinione pubblica generale ha voluto un teatro nella sua propria lingua. Questo fu concesso dal Riksdag, che incoraggiò la creazione della prima compagnia nativa di attori. Uno degli argomenti discussi in parlamento erano i grandi costi delle onerose compagnie straniere. La prima commedia svedese eseguita su una scena pubblica, Den Svenska Sprätthöken, fu data in ottobre 1737 con Johan Palmberg e Beata Sabina Straas nelle parti principal e nel corso del 1740, le commedie al Bollhuset furono interpretate da attori nativi, nella lingua madre, che le rese finalmente accessibili al pubblico per la prima volta. A questo punto, il teatro aveva ottocento posti a sedere. La Svezia ora vedeva teatro, opera e balletto eseguiti nella lingua nativa da artisti nativi per la prima volta. Fu temporaneamente chiuso dalla regina reggente Ulrica Eleonora di Svezia nel 1738 a causa dell'opposizione del clero, ma ben presto riaperto.
Il teatro fu dapprima sotto il controllo dello Stato; la sua prima commedia fu di soggetto politico. Questo non durò a lungo e dal 1740 fu governata dalla compagnia teatrale stessa e tutto dipendeva dal pubblico dopo la perdita del sovvenzionamento del governo. Questo primo tentativo di avviare un teatro svedese nativo fu interrotto. Anche se il teatro svedese era popolare tra il pubblico, l'aristocrazia, che era influenzata dai francesi, era meno entusiasta. Dopo la stagione 1753-1754, il teatro svedese fu espulso dalla sua collocazione al Bollhuset dalla regina Luisa Ulrica di Prussia, che al suo posto assunse una compagnia teatrale francese. La troupe svedese si divise in due; una, la Stenborg Troupe sotto Petter Stenborg, si esibiva in piccoli locali, in "touring" intorno alla città di Stoccolma e in Finlandia, e l'altra faceva il giro della campagna sotto Johan Bergholtz e Peter Lindahl. Durante il periodo 1754-1771, commedie svedesi furono eseguite solo due bolte nel teatro cittadino del Bollhuset; Syrinx (1761) e Herkules på skiljovägen (1762), con la Troupe Stenborg, in beneficenza del musicista Petter Lillström, sposo della attrice svedese Elisabeth Lillström.
La Troupe francese Du Londel seguì la corte e rimase al Bollhuset solo in inverno. La compagnia francese aveva un'alta classe ed eseguì gli ultimi lavori da Parigi, ma dato che il pubblico in generale non parlava francese, fu un piacere soprattutto per le classi medio-alte, anche se il pubblico sembrava godersi gli effetti visivi. L'edificio fu utilizzato anche per balli in maschera pubblici; il primo fu organizzato già nel 1701 dalla compagnia francese Rosidor e il carnevale del 1763 al Bollhuset attirò 600 persone e rese un profitto di §6000.

### Il secondo teatro nazionale e dell'Opera

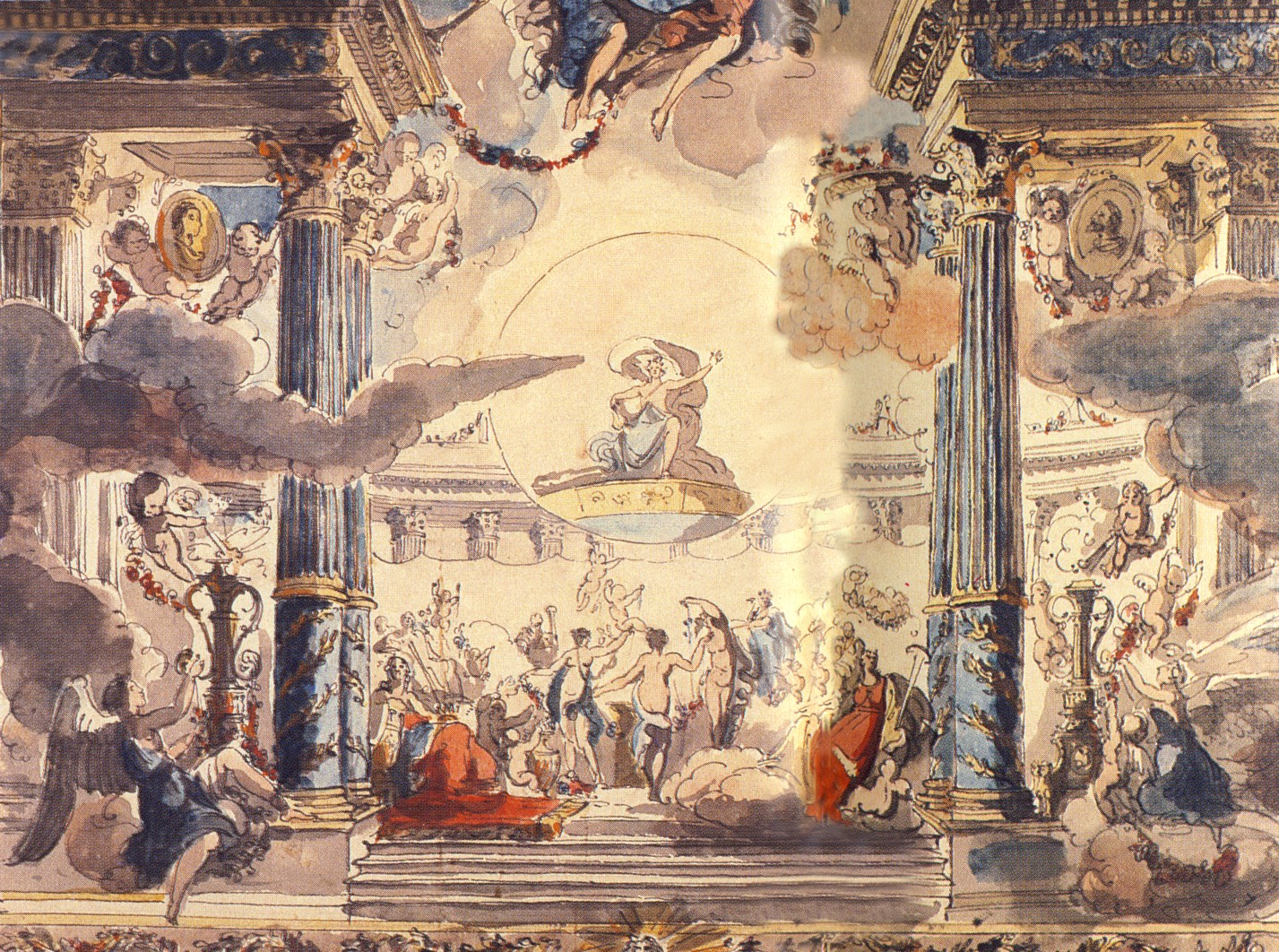
Louis Jean Desprez: schizzo di una tenda sipario al teatro Bollhuset, 1780, (Nationalmuseum)

Nel 1771 il re Gustavo III di Svezia licenziò la compagnia teatrale francese e gli attori svedesi, guidati da Petter Stenborg, videro allora la possibilità e chiesero di eseguire una commedia in apertura del parlamento del 1772. All'apertura del parlamento nel 1772, la troupe di Petter Stenborg comparve davanti al re Gustavo III e tutto al pubblico al Bollhuset dopo che la compagnia francese aveva lasciato, e dopo questo, il monarca ha deciso di fondare un'opera madrelingua ed il teatro.
Il 18 gennaio 1773, l'opera Thetis e Phelée, eseguita da Carl Stenborg e la cantante da concerto Elisabeth Olin nei ruoli principali, inaugurò l'Opera reale svedese, che fu un gran successo. Questa è stata un'opera, non un lavoro teatrale ed i tentativi di eseguire un dramma parlato non ebbe molto successo. All'inaugurazione l'edificio era stato ristrutturato; le pareti dipinte in grigio-giallastro, i palchi in rosso, ad eccezione del palco reale, che fu dipinto di blu e oro, e il soffitto un cielo in bianco e oro.
Nel 1781 il re, nel suo sforzo di creare un teatro svedese, ingaggiò un gruppo di attori francesi, guidati da Jacques Marie Boutet de Monvel, per educare ed esibirsi con la prima generazione di nuovi attori di lingua svedese al Bollhuset. L'opera lirica ci fu l'anno dopo, nel 1782, trasferita nel nuovo edificio dell'Opera Reale Svedese e separata dagli attori che recitavano e questo fu considerato l'inizio del teatro svedese. La compagnia francese per prima si esibì a corte, ma iniziò ad esibirsi per il pubblico al Bollhuset nel 1783; in assenza di una scuola di un teatro organizzato, i futuri attori svedesi divennero studenti della compagnia francese, che educò alcuni degli attori svedesi successivamente famosi, del Royal Dramatic Theatre, come Lars Hjortsberg, Maria Franck e Inga Åberg e, nel 1787, una troupe teatrale svedese indipendente fu fondata sotto la guida di Fredrik Ristell. Le due compagnie, la francese e la Svedese, condivisero lo stesso edificio, ma esibendosi separatamente. Si dettero regole separate governandosi ognuna per conto suo e furono considerati due "Teatri" separati, il Teatro Francese e lo Swedish Theatre.
Nel 1788, Fredrik Ristell fuggì dal paese per sfuggire ai creditori, e gli attori formarono una società chiedendo la protezione del re; divenne il direttore formale, collocò il teatro sotto la protezione reale, creando così il Royal Dramatic Theatre. Il teatro svedese era governato dagli stessi attori per numero di voti ogni giorno XIV, sotto la supervisione della Royal Swedish Academy of Arts; secondo i rapporti da parte dell'accademia, questa regola era abbastanza caotico, e le votazioni furono descritte come capricciose e temperamentali; "Gli attori di sesso maschile discutevano l'un l'altro, una delle donne che vota sì perché un'altra signora ha votato no, altri di loro a contare i loro bottoni e lasciare il destino a decidere", e nel 1803, gli attori si domandarono un sistema per essere sostituiti da un amministratore.
Nel 1792, il Bollhuset fu ritenuto troppo vecchio e decadutoe fu abbattuto nel 1793; gli attori furono trasferiti al palazzo Makalös, (chiamato anche Arsenal), dove il Dramatic Theater Reale era rimasto fino al 1825, dopo di che ancora una volta si riunì con l'Opera. Nel 1798-1842, i teatri e opere di Stoccolma erano uniti da un monopolio reale.

## Attori e compagnie nel teatro di Bollhuset
Fino a 1689, il teatro è stato anche situato nella sede del Lejonkulan.

### La compagnia olandese 1667-1674
"Questa compagnia aprì il teatro nella sede del Lejonkulan con la commedia Oronte en Satira di Magnon nel febbraio 1667."
- Salomon Fino
- Jan Baptista van Fornenberg, 1624–1697, direttore della troupe.
- Helena Heusen, 1622–1680.
- Daniel Loodewicx
- Anna Parkar-Boonefaes
- Geertruyt Rijndorp-Boonefaes
- Dorotea van Fornenbergh

### La compagnia olandese 1680–1684
Questa compagnia eseguì la commedia Disc per il pubblico nel 1684 e, quindi, il teatro è noto per essere più di un teatro di corte da questo momento in poi.
- Gillis Nozeman, husband of Ariana Nozeman
- Trial Parkar
- Jacob Sammers, 1632–1689.

### Lo compagnia svedese di studenti di Uppsala 1686–1691
Questa compagnia era composta da studenti idealisti, tutti maschi. Essa aveva recitato a Uppsala nel 1682-1686. Il teatro fu definitivamente trasferito al Bollhuset nel 1689.
- Olaus Rudbeck
- Johan Celsius
- Isaak Börk, il direttore della compagnia
- Carl Johan Ollieqvisth
- Andreas Strömbergh
- Georg Törnqvist-Adlercreutz, attore, scrittore e traduttore
- Johan Widman

### Il teatro tedesco 1691–1697
- Elisabet Denner, primadonna
- Denner the Elder
- Denner the Younger, Harlquin.
- Dorseus
- Big Müller
- Little Müller
- Ferdinand Egidius Paulusen
- Johann Christian Spiegelberg
- Johann Velthens, direttore
- Catharina Elisabeth Velten, vice direttore

### Il Teatro Francese 1699–1706
- Marie Anne Aubert, cantante.
- Jean François Bénard, ballerino.
- J. B. de Crous, musicista.
- Gillette Boutelvier-Duchemin, d. 1765.
- Jean Pierre Duchemin, 1674–1754.
- Antoine Dupré, musicista.
- Françoise Fabe-Picard, ballerina.
- Claude Ferdinand Guillemay du Chesnay de Rosidor, (circa 1660, d. after 1718), direttore della troupe.
- Marianne Guillemay du Chesnay Bérge de Rosidor
- Robert Lemoine de la France, musicista.
- Henri de la Motte, musicista.
- Louis Picard, ballerino.
- Jacques Rénot, musicista.
- Marie Trouche-du Chesnay-de Rosidor, d. 1705.

### La compagnia tedesca 1721
- Gabriel Müller

### Il Teatro dell'Opera Francese 1723–1727
Questa troupe eseguì delle opere nel 1723–24 e poi drammi recitati.
- Jeanne Perrette le Chevalier, 1688–1774.
- Charles Langlois, attore, più tardi direttore del Teatro Bollhus in 1737–1739 e 1740–1754.
- Jean-Baptiste Landé, ballerino, direttore, poi fondatore dell'Imperial Russian Ballet .
- Madame Landé, cantante d'opera è ballerina, moglie di Jean-Baptiste.
- Bourgoin Le Romain

### Il teatro tedesco 1731–1737
È stato detto che utilizzava un modo molto visivo di recitare, con fuochi d'artificio, acrobazie, pantomime ed esibizioni da Arlecchino.
- J. C. Kreutzer
- Martin Müller

### Il primo Teatro Nazionale Svedese dell'Opera 1737–1754
Questa è stata la prima compagnia svedese; ha eseguito sia l'opera che il dramma, e c'erano anche i primi ballerini svedesi, anche se i nomi vengono tristemente spesso dimenticati.
- Johan Bergholtz (d. 1774)
- Christian Berner, (1702–1773), ballerino.
- Johanna Catharina Embeck
- Margareta Maria Fabritz, (1716–1800), una delle prime attrici in lingua svedese, madre di Margareta Seuerling.
- Nils Flodell, (1714–1759).
- Anna Maria Göttling
- Anders Hallberg, (b. 1722)
- Kristian Knöppel, (1717–1800), drammatico.
- Peter Lindahl, (1712–1792), comico e direttore.
- Johan Ohl, (1704–1766), cantante e musicista.
- Johan Palmberg, (1713–1781)
- Brita Christina Schenbom
- Petter Stenborg, (1719–1781), uno dei primi attori in lingua svedese, star.
- Beata Sabina Straas, (d. 1773), la prima attrice nativa in Svezia.
- Elisabeth Lillström, (nata 1717), una delle prime attrici professioniste della Svezia, prima donna, madre di Elizabeth Olin.

### Il teatro francese 1753–1771
- Marie Baptiste, cantante, prima donna, madre di Marie Louise Marcadet
- Angélique Madeleine Cénas, bambina attrice (nata 1757)
- Gaspard Cénas, ballerino, padre di Angélique Madeleine Cénas.
- Thérèse Antoinette Cénas, sorella di Angélique Madeleine Cénas
- François Antoine Joseph Rousseau-Châtillon, 1729–1802
- Barbe Marguerite Henry-Coudurier, commediante, madre di Angélique Madeleine Cénas
- Ninon Dubois le Clerc, ballerino, utilizzato fino al 1779
- Marie Jeanne Chateauneuf-Dulondel, 1706–1772, direttore
- Monsieur Compani-Despiervière
- Madame Desroches, cantante
- Jeanne Louise Dulondel, (b. 1740), figlia di Marie Jeanne Chateauneuf-Dulondel
- Louis Dulondel, (b. 1728), direttore 1756, maestro di danza del Principe della Corona.
- Louis Gallodier, (1733–1803), maestro di danza
- Marguerite Morel, dancer, moglie di Louis Dulondel
- Pierre-Claude Senisseler-Soligny
- Elisabeth Le Clerc Soligny, prima ballerina e amante del balletto

### L'Opera italiana 1754–1757
Questa è stata una compagnia d'opera, destinata a integrare la compagnia teatrale francese. Si trattava di membri della compagnia di Pietro Mingotti. Essi hanno inoltre tenuto concerti in Riddarhuset.
- Gaspera Beccaroni, soprano
- Giovanni Coci/Croce, tenore, (1723–1764)
- Elena Fabrice, contralto
- Mariana Galeotti, soprano
- Rosa Scarlatti, (1727–1775)
- Domenico Scogli, castrato
- Francesco Uttini, 1723–1795, direttore della Royal orchestra 1767–1788, compositore d'orchestra al Bollhuset dal 1772

### La (seconda) Opera svedese 1773–1782
Questa fu una compagnia d'opera, non una compagnia teatrale.
- Nils Magnus Annerstedt
- Lovisa Augusti, (1756–1790), cantante d'opera.
- Hans Björkman
- Charlotte Eckerman, (1759–1790), drammatica, (questa attrice è stata immortalata in un dipinto di Adolf Ulrik Wertmüller).
- Anna Sophia Holmstedt, (1759–1807)
- Christoffer Christian Karsten, (1756–1827), cantante, nonno materno di Maria Taglioni.
- Lars Samuel Lalin, 1729–1785, maestro di canto.
- Anders Nordén
- Elisabeth Olin, (1740–1828), figlia di Elisabeth Lillström.
- Ulrica Rosenlund, (1761–1779).
- Charlotte Slottsberg, (1760–1800), la prima ballerina svedese, anche un amante reale di Carlo XII di Svezia.
- Franziska Stading, (1763–1836).
- Carl Stenborg (1752–1813), considerato il fondatore del teatro e dell'opera in lingua svedese.
- Diedrich Tellerstedt, cantante.
- Hedvig Wigert, (1748–1780).

### Il teatro de La Comédie Française 1783–1792
La compagnia francese era una compagnia separata e autonoma, all'interno dell'edificio, denominata "il teatro francese". Erano venuti in Svezia nel 1781, recitando a Drottningholm fino al 1783. Furono come degli insegnanti per gli attori svedesi fino a che fu fondata la Dramatens elevskola. Sono licenziati dopo la morte del re Gustavo III.
- Mademoiselle Baron
- Monsieur Delaroche (direttore 1786)
- Monsieur de La Tour
- Madame Dutillier
- François Marie Moussé Félix
- Monsieur Feuillet
- Louis Frossard
- Sophie Hus (1758–182?)
- Jean Marcadet
- Marie Louise Marcadet, (1758–1804), cantante e tragica.
- Anne Marie Milan Desguillons
- Jacques Marie Boutet de Monvel, direttore.
- Monsieur Saint-Ange

### Il teatro drammatico svedese 1787–1793
La prima compagnia nativa per il dramma parlato in Bollhuset dal 1754. Gli attori furono istruiti dalla compagnia francese, e formarono un proprio teatro sotto Fredrik Ristell nel 1787. Quando andò in bancarotta nel 1788, si formò il Royal Dramatic Theatre.
- Samuel Ahlgren, (1764–1816), recitava spesso parti da eroe
- Abraham de Broen, (1759–1804) uno dei più importanti attori del suo tempo in Svezia
- Louis Deland, (1772–1823), ballerino, cantante, commediante
- Elisabeth Forsselius, (1771–1850) attrice comica e cantante, sposata con Johann Christian Friedrich Haeffner nel suo primo matrimonio
- Maria Franck, (1769–1847), attrice drammatica, in seguito direttrice della scuola di teatro (Dramatens elevskola)
- Lars Hjortsberg (1772–1843), cantante e attore comico drammatico
- Fredrique Löwen, (1760–1813) considerata come l'attrice svedese più celebre del suo tempo
- Ebba Morman (1769–1802)
- Caroline Frederikke Müller, cantante
- Louise Saint-Rémy, nata Götz
- Carl Schylander
- Kjell Waltman (1758–1799), comico
- Andreas Widerberg (1766–1810), drammatico
- Inga Åberg, (1773–1837)